# Leif Dietrichson
Pour les articles homonymes, voir Dietrichson.
Leif Ragnar Dietrichson, né le 1er septembre 1890 à Hønefoss et disparu en mer de Barents le 18 juin 1928, est un aviateur norvégien.
Il est surtout connu pour avoir rejoint Roald Amundsen et Lincoln Ellsworth lors de l'expédition au pôle Nord de 1925. En 1928, il disparait avec Amundsen et quatre autres personnes alors qu'ils recherchaient l'expédition d'Umberto Nobile,.

## Biographie

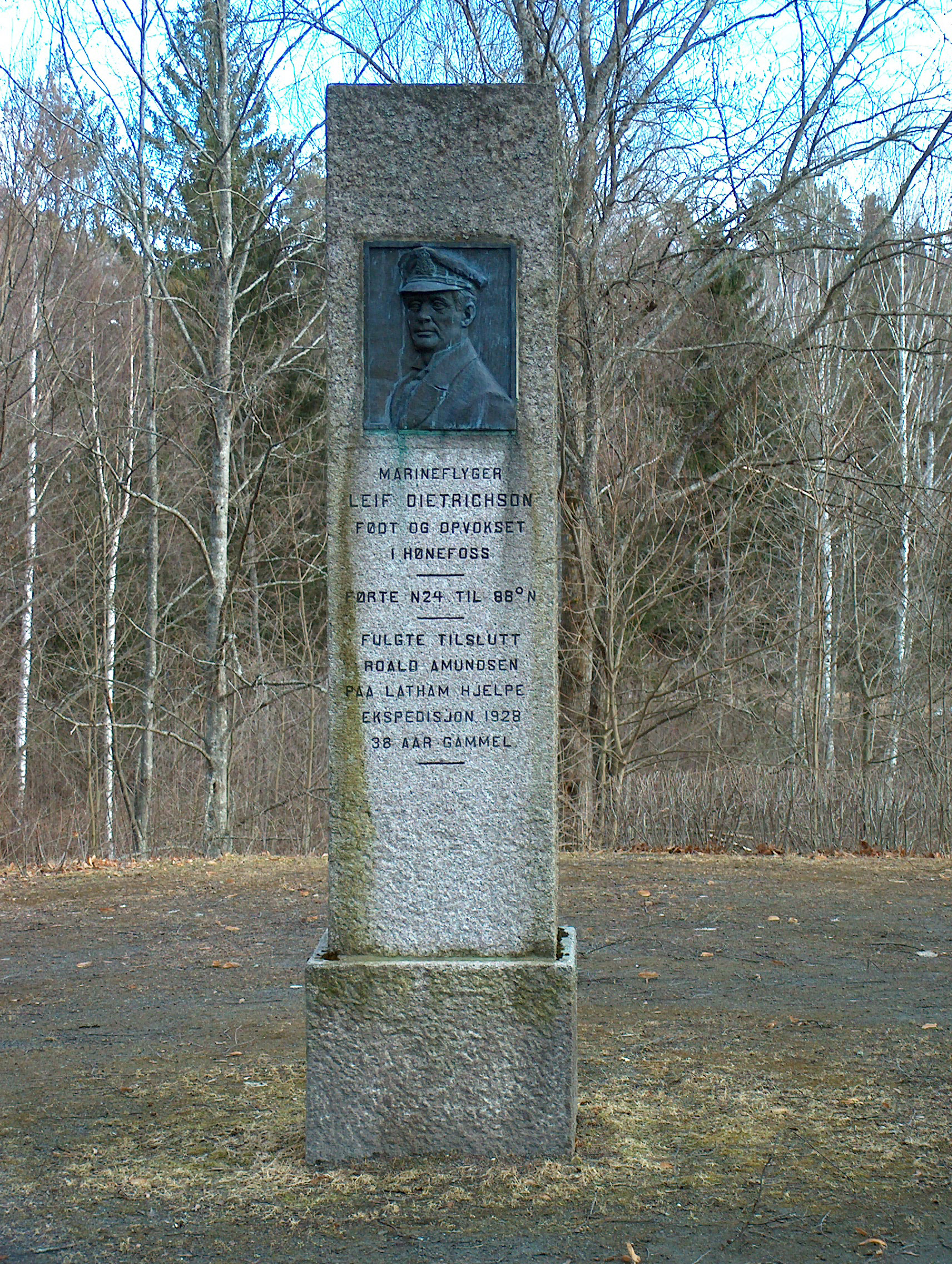
Mémorial Leif Dietrichson à Søndre park (Hønefoss).

Leif Ragnar Dietrichson est né à Hønefoss en Norvège. Il est le fils du Dr Kristian Adolf Gustav Emil Dietrichson (1858-1896) et de Birgitte Lynum (1860-1940) et est le cousin de Bernt Balchen et le neveu d'Oluf Christian Dietrichson, qui a participé à l'expédition Fridtjof Nansen au Groenland en 1888-1889,.
En 1911, Dietrichson devient commandant de la compagnie de navigation à vapeur de Bergen (Det Bergenske Dampskibsselskap). Lorsque l'armée de l'air norvégienne est créée en 1915, il en est un des pionniers. Il commence à voler en 1916 et se rend au Royaume-Uni au printemps 1918 pour poursuivre sa formation. Plus tard dans la même année, il est nommé chef de la station de bateaux-avions de Kristiansand, poste qu'il occupera jusqu'à sa mort.

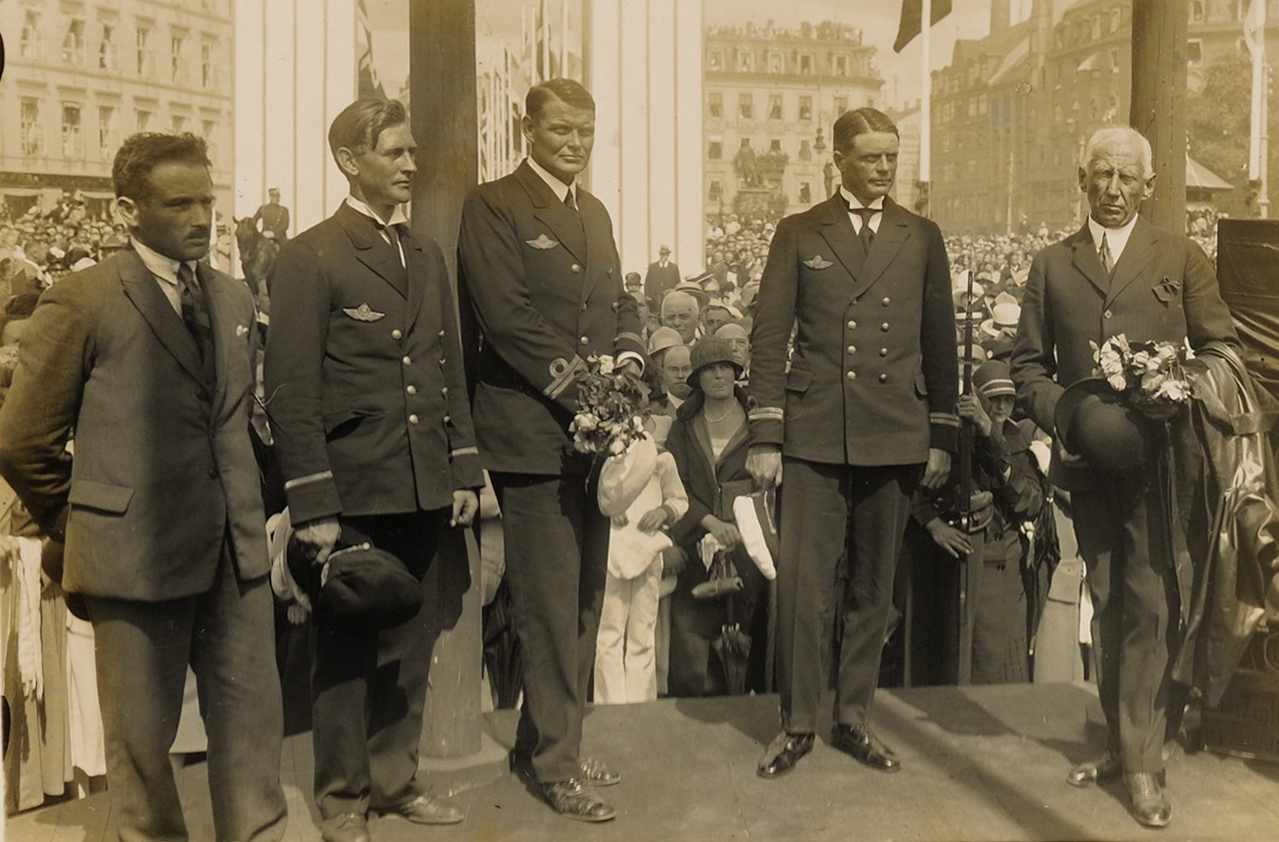
Les participants de l'expédition Amundsen-Ellsworth de 1925 lors de la réception à Oslo : de gauche à droite : Feucht, Omdal, Riiser-Larsen, Dietrichson et Amundsen.

Dietrichson participe à l'expédition de Roald Amundsen au pôle Nord en 1925, qui atteint 87° 43' N. Le 21 mai 1925, deux bateaux-avions Dornier Wal, N-24 et N-25, décollent de Ny-Ålesund au Spitzberg. Le N 24 est dirigé par Dietrichson, avec Lincoln Ellesworth comme navigateur et Oskar Omdal comme mécanicien. La N 25 est dirigé par Hjalmar Riiser-Larsen, avec Roald Amundsen comme navigateur et Karl Feucht comme mécanicien. Après 7 heures de vol, l'expédition effectue un atterrissage d'urgence en raison de difficultés motrices. Le N-24 atterrit mais est endommagé. Après 25 jours, les six hommes réussissent à rentrer au Svalbard à bord du N-25,,,,.
Le 18 juin 1928, il disparait avec un équipage de cinq hommes lors de la mission de sauvetage dirigée par Roald Amundsen à la recherche d'Umberto Nobile et de son équipage du dirigeable Italia,,.